# Kitsunebi

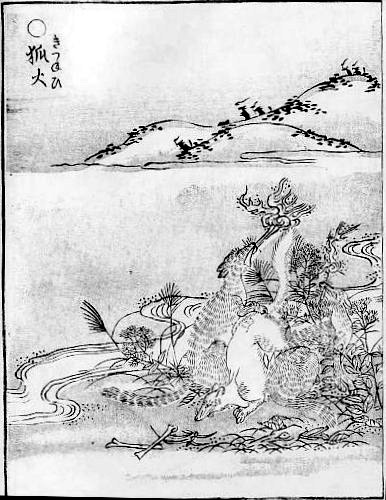
Illustrazione di un Kitsunebi di Toriyama Sekien tratto dal suo Gazu Hyakki Yagyō

Kitsunebi (狐火? lett. “fuoco di volpe”) è uno yōkai del folklore giapponese conosciuto in tutto il Giappone, esclusa la prefettura di Okinawa. È anche chiamato hitobosu (ヒトボス?), hitomoshi (火点し?) o rinka (燐火?).

## Caratteristiche
Secondo la leggenda, durante la notte, i kitsunebi possono apparire sotto forma di lanterne lampeggianti, ed il loro numero varia da poche decine a svariate centinaia, aumentando gradualmente con il passare del tempo. L'ampiezza del fenomeno varia da un minimo di 400-500 metri a un massimo di 4 chilometri, e, a seconda del loro numero, quando queste luci sembrano aumentare a dismisura, improvvisamente scompaiono, per poi riapparire altrettanto all'improvviso. Il colore di queste lanterne varia dal rosso all'arancione, ma in varie prefetture alcuni testimoni affermano di avere visto anche delle luci blu.
Come suggerisce il nome, vi è una stretta relazione con la figura delle kitsune (volpi), e molte teorie affermano che queste luci provengano dal sospiro o dal movimento delle code delle volpi, o che il bagliore sia sprigionato grazie a una particolare capacità delle stesse chiamata kitsunebi-dama (“sfera di volpe”). Secondo i libri assortiti Shokoku Rijindan dall'era Kanpo, all'inizio del Genroku, quando un pescatore raccoglie un kitsunebi con una rete, il kitsunebi-dama viene conservato in quanto considerato molto utile per l'illuminazione.
Il kitsunebi appare solitamente in luoghi di montagna lontano da strade trafficate o con scarsa presenza umana, scomparendo una volta rilevata la presenza di esseri umani. Al contrario, un'altra versione racconta di alcuni kitsunebi che seguirebbero le persone ovunque. È nota l'usanza delle kitsune di ingannare gli esseri umani, e i kitsunebi sarebbero un modo per far smarrire il sentiero giusto agli incauti viaggiatori, attirandoli a sé con i loro bagliori. In questa versione è possibile allontanare tali luci con un calcio ben assestato.

Al contrario, c'è una storia della Prefettura di Nagano in cui un signore ed il suo vassallo cercavano un luogo dove costruire un castello e di notte una volpe bianca illuminava loro il cammino e li guidava in modo da raggiungere il luogo adatto per la costruzione del castello.

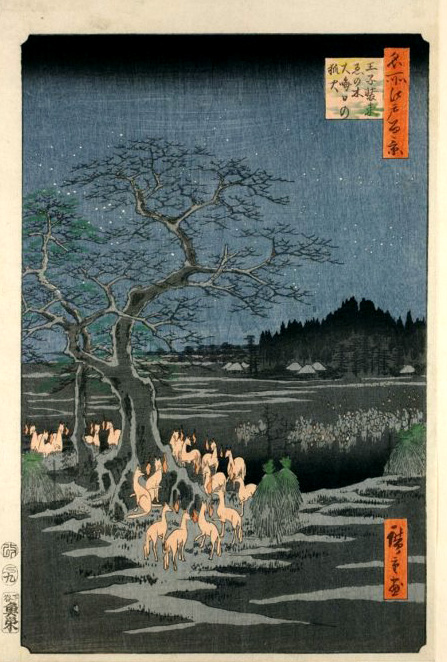
"Kistunebi nella Notte di Capodanno sotto l'albero Enoki nei pressi di Ōji" nelle Cento vedute famose di Edo (名所江戸百景, Meisho Edo Hyakkei) di Hiroshige. Ogni volpe ha un kitsunebi che galleggia vicino al proprio viso.

Proprio come nell'haiku composto da Masaoka Shiki sull'inverno ed il kitsunebi, queste fiamme solitamente appaiono durante l'inverno, ma ci sono esempi in cui appaiono anche nella stagione calda ed in autunno.
Nelle Prefetture di Yamagata e di Akita della Provincia di Dewa, i kitsunebi sono chiamati kitsune taimatsu (狐松明? lett. "volpe torcia"). Come suggerisce il nome, si dice che fungano da torce per fornire illuminazione ad un matrimonio di volpi, e che ciò sia di buon auspicio.
A Bizen nelle Prefetture di Okayama e di Tottori, ci sono degli yōkai detti chūko (宙狐?)." Diverso dal normale kitsunebi, i chūko fluttuano a quote relativamente basse, e così nel villaggio di Toyohara, nel Distretto di Oku di Okayama, si dice che una vecchia volpe si tramuti in un chūko. Inoltre, nel villaggio di Tamatsu sempre nel Distretto di Oku, gli yōkai che appaiono di notte come segno dell'avvento della pioggia e che sono grandi circa come lanterne, sono chiamati chūko, e talvolta cadevano a terra illuminando l'ambiente e poi scomparendo nel nulla senza lasciare tracce. Enryō Inoue, un cercatore di yōkai del periodo Meiji, applica i caratteri 中狐 ad esso, indicando che cadono dall'alto come tenko (天狐?), e che volano più in basso di un chūko.
C'è una teoria secondo cui i kitsunebi siano un altro nome per onibi, ma di solito sono trattati in modo separato da questi ultimi.

## Kitsunebiad Ōji Inari

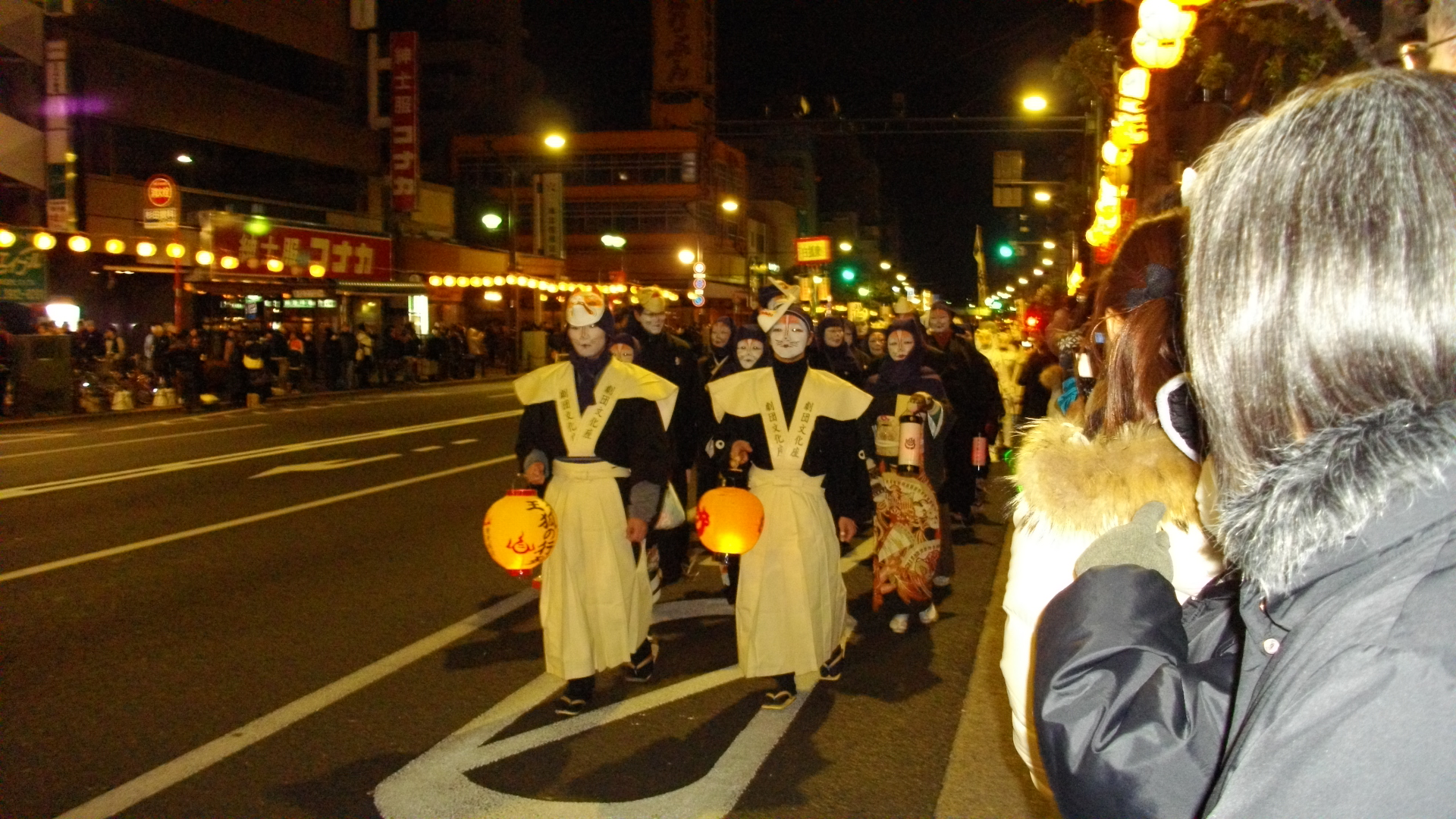
Kitsune no Gyoretsu (Ōji 2010)

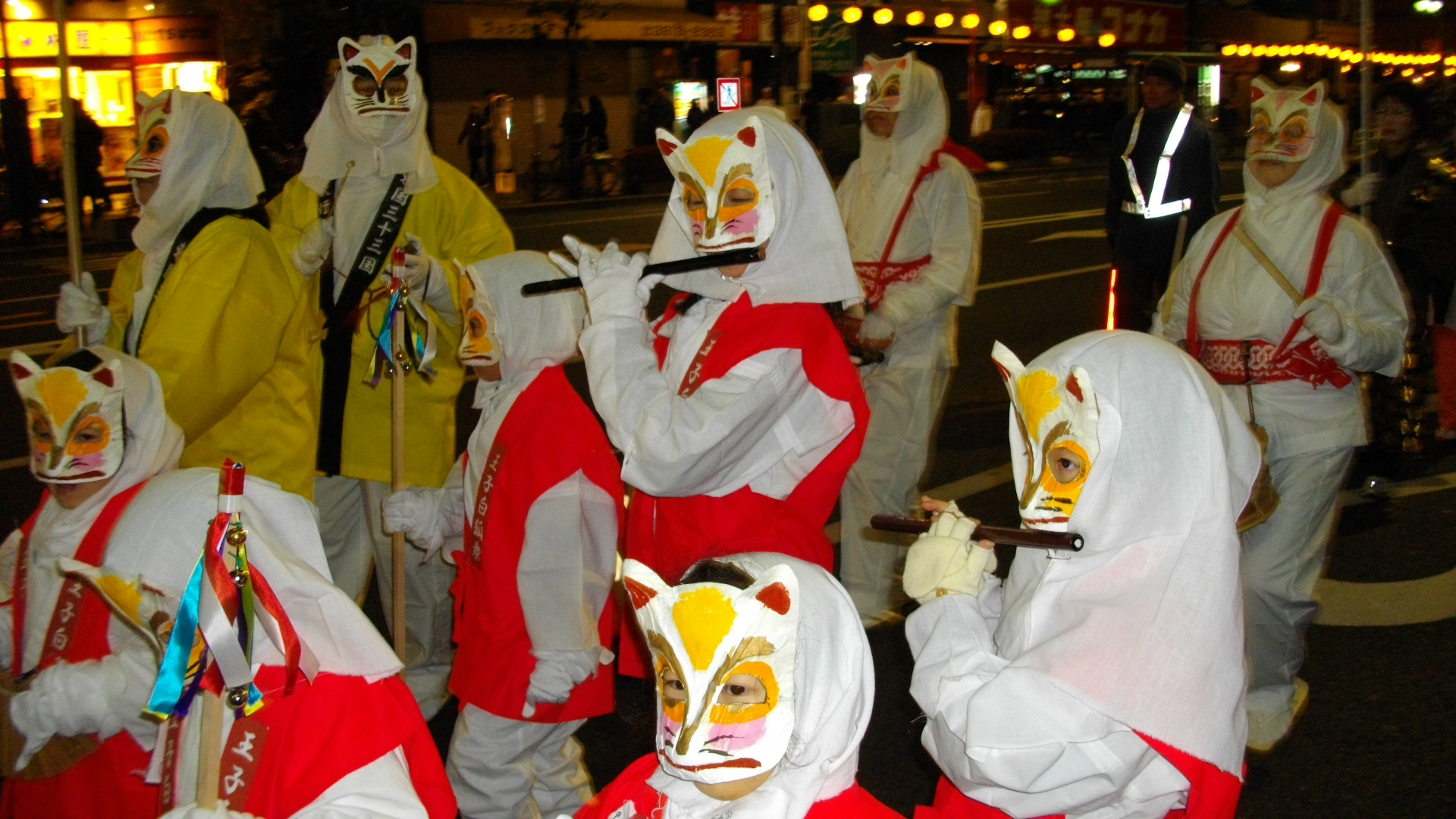
Kitsune no Gyoretsu (Ōji 2010)

Ōji Inari di Ōji, Kita, Tōkyō, è conosciuto per essere il luogo sacro del kami Inari, ma anche per i kitsunebi.
Precedentemente, l'area intorno ad Ōji era completamente rurale, e sul ciglio di una strada della zona c'era un grande albero enoki. Ogni anno, nella Notte di Capodanno (大晦日?, Ōmisoka), le volpi di Kanhasshū (tutta la regione del Kantō) si riunivano sotto l'albero mettendosi in fila e visitando poi il palazzo di Ōji Inari. La leggenda vuole che questo magnifico spettacolo possa essere visto solo in questa occasione, ed i contadini contano i kitsunebi perché a seconda del loro numero ci sarà un buono o cattivo raccolto in quell'anno.
Da ciò, gli alberi enoki sono anche detti shōzoku enoki (装束榎? lett. "costume enoki"), e divennero anche un soggetto di  Hiroshige Utagawa nel suo lavoro Cento vedute famose di Edo. Il leggendario albero però si seccò durante il Periodo Meiji, ma un piccolo santuario chiamato Shōzoku Inari Jinja rimane vicino alla ex seconda fermata del tram di Ōji (ora di fronte al punto di intersezione horibun), dove un tempo sorgeva l'albero, e la zona era stata in precedenza chiamata Enokimachi (榎町? lett. "città enoki"). Dato che quell'area era parte di un grande piano di sviluppo, nel 1993, nella sera dell'annuale Ōmisoka, un evento è stato chiamato "Processione dei Kitsune di Ōji."